# Poloniny Nationalpark
Poloniny Nationalpark (slovakisk: Národný park Poloniny) er en nationalpark i det nordøstlige Slovakiet ved de polske og ukrainske grænser i Bukovecbjergene, der tilhører de østlige Karpater. Den blev oprettet den 1. oktober 1997 med et beskyttet område på 298,05 km² og en bufferzone på 109,73 km² . Udvalgte områder af parken er inkluderet i UNESCO Verdensarvsstedet Gamle oprindelige bøgeskove i Karpaterne og andre regioner i Europa UNESCO World Heritage Site .

## Beliggenhed
Parken ligger i Snina-distriktet i Prešov-regionen . Det støder op til Bieszczady Nationalpark i Polen, sammen er de en del af det Østkarpatiske Biosfærereservat. Det højeste punkt ligger på 1.208 moh. på et punkt, hvor grænserne til Slovakiet, Polen og Ukraine mødes nær toppen af Kremenec-bjerget. Nationalparken er det østligste og mindst befolkede område i landet. Vandrestier starter fra flere landsbyer, især Nová Sedlica, men også fra Runina, Topoľa og Uličské Krivé.

## Biologi og økologi
Skove dækker omkring 80% af arealet; bøg og ædelgran er dominerende. Nationalparken har den højeste koncentration af urskov i Slovakiet, som er beskyttet af nationale naturreservater. Enge, kaldet poloniny på østlige slovakiske dialekter, er almindelige på hovedryggen af Bukovecbjergene.
Mange arter i parken, er endemiske og sjældne. I alt 800 svampe og 100 arter af lav er hjemmehørende i Poloniny. Poloniny Nationalpark indeholder omkring 5.981 kendte arter af hvirvelløse dyr (for eksempel 91 bløddyr, 1.472 næbmunde, 819 sommerfugle og 403 edderkopper) og 294 hvirveldyr . Blandt hvirveldyrene er 13 arter af padder, 8 krybdyr, 198 fugle, 55 pattedyr, inklusive den eurasiske los, bjørn og andre. Der er fundet omkring 1.000 arter af karplanter i parken. Mange af dem er truet og beskyttet. En lille flok af europæisk bison (bison bonasus) blev genindført i området i 2004.

## Turisme
Nationalparken er åben for offentligheden hele året med vinteraktiviteter (langrend) samt sommerstier. Udover flere bjergstier er der også en, der forbinder trækirker fra det 18. århundrede i Topoľa, Uličské Krivé og Ruský Potok .

## Verdensarvssted
De oprindelige bøgeskove i Havešová, Stužica og Rožok (alle tre områder er i Bukovskébjergene) blev udpeget som verdensarv af UNESCO den 28. juni 2007 på grund af deres omfattende og uforstyrrede økologiske mønstre og processer. Sammen med et andet slovakisk sted i Vihorlat og yderligere seks i Ukraine udgør de Oprindelige Bøgeskove i Karpaterne. For at beskytte den ekstraordinære værdi af disse skove er kun en af dem, nemlig Stužica, tilgængelig for offentligheden.

## Galleri
- Starinareservoiret.
- Landsbyen Runina set fra Durkovec.